# Sa Majesté Sanga Balende
Maillots
Le Sa Majesté Sanga Balende est un club de football congolais (RDC) de football basé à Mbujimayi, dans le Kasaï-Oriental, en république démocratique du Congo
Le club est fondé en 1962, sous le nom d'Union sud-kasaïenne. Il prend son nom actuel en 1972 pour cause de retour à l'authenticité. Aujourd'hui le club compte un titre national majeur dans son palmarès, un championnat de RDC en 1983. Au niveau africain le club se hisse à deux reprises en Ligue des champions lors des éditions 1984 et 2015, et en Coupe de la confédération lors des éditions 2015 et 2017
Ayant joué depuis sa création dans le Stade Tshikisha, le SMSB emménage pendant le courant de la saison 2017-2018 dans l'enceinte du Stade Kashala Bonzola dans la commune de la Kanshi. L'équipe s'entraîne au Terrain Caritas également situé dans la commune de la Kanshi
Le club est présidé depuis juillet 2020 par Alexis  Fakih. Les Sang et Or, surnom de ses joueurs, sont entraînés depuis février 2022 par Daouda Lupembe

## Histoire
Fondé le 25 mars 1962 sous le nom d'Union Sud-Kasaienne, le nom fut changé en Nsanga Balende avec l'authenticité zaïroise. « SM » veut dire Sa Majesté. Pour glorifier le club on l'appelle Nsanga Balende wa Banjelu ni Bansantu, ce qui signifie en tshiluba « Le Rassemblement des Intrépides, des Anges et des Saints ». Parmi les cofondateurs, on retrouve : Jonas Mukamba Kadiata Nzemba, Muela Kankonde et Nestor Lubula.
SM Sanga Balende est dirigé de février 2012 à juillet 2020 par Alphonse Ngoy Kasanji succédant ainsi à Muela Kankonde, président avant la nomination de ce dernier. La direction du club échoie aujourd'hui à Ali Alexis Fakih, homme d’affaires belgo-libanais, ancien vice-président.

### Surnom
Le surnom Wa Banjelu ni Bansantu (Des Anges et des Saints) vient de l'orthographe tshiluba grammaticalement correcte est Nsanga'a Balende, qui signifie «Le Rassemblement des Intrépides».

## Palmarès et résultats

### Palmarès
Le SMSB est vainqueur du Championnat du Zaïre 1983 en finale face à l'AS Bilima
| Compétitions nationales | Compétitions régionales |
| --- | --- |
| Championnats - LINAFOOT Ligue 1 (1) - Champion en 1983. - Vice-champion en 2013-2014 Coupes - Coupe du Congo - Meilleure performance : Finaliste en 2002 et 2021 | Championnats - Ligue de football du Kasaï-Oriental (3) - Champion en 2001, 2003, 2008 - Entente urbaine de football de Mbuji-Mayi (3) - Champion en 2002, 2003, 2008 |

## Historique des maillots
|  |  |  |  |  |  |

## Le Parcours en coupes africaine inter-clubs
Le 10 mai 2014, Sanga Balende se qualifie pour la Ligue des champions d'Afrique en finissant deuxième du championnat national derrière le TP Mazembe, après un match héroïque ponctué par une victoire à Lubumbashi devant Don Bosco 1-0.
Après la qualification du club, le président et sponsor Alphonse Ngoy Kasanji, se sentant très honoré, décide de construire un stade moderne pour accueillir les matchs de la Ligue des champions de son club. Les travaux du stade Kashala Bonzola durent un peu plus longtemps que prévu.
La Ligue des champions 2015 commence timidement pour le club rouge et or battu lors du tour préliminaire à Calulo (en) par le Recreativo do Libolo (3-1). Le club angolais pense avoir fait le plus dur. Mais c'était sans compter avec la détermination du club congolais qui proposera un match totalement différent deux semaines plus tard à Kinshasa. Dans un stade Tata Raphaël rempli par plus de 45 000 spectateurs, Sanga Balende marque à deux reprises en première période sans encaisser le moindre but jusqu'à la fin du match. Le score est finalement 2 à 0, amplement suffisant pour passer en 16e de finale grâce au but marqué à l'extérieur.
Au tour suivant, Sanga Balende croise un habitué du haut niveau africain : Coton Sport de Garoua, tenu en échec au match aller au Stade Roumdé Adjia 0-0. Au match retour du 5 avril 2015 dans la capitale congolaise, Sanga Balende domine tranquillement le club camerounais et prend sa revanche sur l'an 2000. Le score final est de 2 buts à 0. Le premier est marqué par Kabamba Mukundi sur une pénalité consécutive à une bousculade dans la surface de réparation du capitaine Kayembe Mukendi par les défenseurs de Coton Sport. Le deuxième but est un chef-d'œuvre du joueur Badibake Mpongo d'une frappe limpide de plus de 40 mètres que le gardien Georges Bokwé ira chercher dans ses filets. Alphonse Ngoy Kasanji venait d'accomplir son rêve d'être le premier congolais à faire accéder le club Sang et or en 8e de finale d'une Ligue des champions.
Mais le tirage au sort réserve une tâche compliquée à Sanga Balende qui hérite des Soudanais d'Al Hilal. C'est également la première fois que l'équipe de Mbujimayi doit jouer son match à domicile. Les choses s'annoncent compliquées car ce match est finalement perdu sur un score de 1-0, but encaissé dans les dernières minutes. Cette victoire fera très mal au match retour qui a lieu quinze jours plus tard à Khartoum où Al Hilal ne pouvait que gagner dans son stade d'Omdurman, aidé par un public très chaud. Le score du match de retour fut toutefois le même: 1-0.
Finie l'aventure en Ligue des champions, l'expérience d'Al Hilal aura suffi pour faire la différence dans cette double confrontation. Sanga Balende doit alors se concentrer sur la Coupe de la confédération où il est reversé en 8e de finale. Le tirage au sort a choisi le Zamalek d'Égypte. Lors du match qui se déroule au stade Frédéric-Kibasa-Maliba à Lubumbashi, les Sang et or de Mbujimayi s'imposaient avec un score d'un but à zéro avant de s'incliner au Caire par un score de trois buts à un. L'aventure s'arrête là pour Sanga Balende. Deux ans plus tard, les Sang et or de Mbujimayi se qualifient pour la coupe de la CAF en finissant troisièmes du championnat derrière l'AS Vita avec 28 points obtenus au premier tour. À la suite du titre de TP mazembe en C2, ils affrontent le club soudanais d'Al Hilal El Ubayyid et s'imposent 1-0 à Lubumbashi avant d'être battus à Ubayyid après une séance de tirs au but (3-2 en faveur des Soudanais).

### Participation en compétition de la CAF
| Année | Compétitions                  | Niveau            | Club              | Domicile | Exterieur | Cumulés         |
| ----- | ----------------------------- | ----------------- | ----------------- | -------- | --------- | --------------- |
| 1984  | Coupe des clubs champions     | 1                 | SC Kiyovu Sport   | 2-1      | 4-1       | 6-2             |
| 1984  | Coupe des clubs champions     | 2                 | FC 105 Libreville | 0-2      | 0-2       | 0-4             |
| 2015  | Ligue des champions de la CAF | Tour préliminaire | CRD do Libolo     | 2-0      | 1-3       | 3-3 (a)         |
| 2015  | Ligue des champions de la CAF | 1                 | Cotonsport Garoua | 2-0      | 0-0       | 2-0             |
| 2015  | Ligue des champions de la CAF | 2                 | Al Hilal Omdurman | 0-1      | 0-1       | 0-2             |
| 2015  | Coupe de la confédération     | 3                 | Zamalek SC        | 1-0      | 1-3       | 2-3             |
| 2017  | Coupe de la confédération     | 1                 | Exempt            | -        | -         | -               |
| 2017  | Coupe de la confédération     | 2                 | Al Hilal Obayid   | 1-0      | 0-1       | 1-1 (3-5 t.a.b) |

## Aspects juridiques et économiques

### Éléments comptables
Le tableau ci-dessous résume les différents budgets prévisionnels du SM Sanga Balende saison après saison.
| Saison | 2016-2017 |
| Budget | 3 M$      |

## Personnalités du club

### Entraîneurs
- 2001 :  Yvon Kitenge[12]
- 2012-2013 :  Adel Mohamed Osman[13], adj.  Daula Lupembe
- 2013 :  François Epoma[14]
- 2014-2015 :  Médard Lusadusu Basilwa[15]
- sept 2015-oct 2015 :  Lionel Charbonnier[16],[17]
- 2016-2017 :  Rachid Ghaflaoui[18]
- 2017 :  Fils Gweha Ikouam[19],[20], adj.  Chico Mukeba
- mai 2017 :  Chico Mukeba[21],[22]
- 2020-2021 :  Andy-Magloire Mfutila[23]
- 2021 :  Chico Mukeba (intérim)
- 2021 :  Adel Mohamed Osman[13],[24],[25]
- 2021 :  Kazadi Zaya[26]
- 2022 :  Daula Lupembe[27],[28]
- 2024- :  John Birindwa[29]

### Présidents
- 1962 :  Alphonse Kangwenda[30]
- 1979 :  Albert Muana Nkesa Muanza[31]
- 1983-1984 :  Ngoyi Tshiangola[32]
- 2008 :  Ali Kabongo[33]
- 2008-2012 :  José Mpanda[34]
- 2012-2020 :  Alphonse Ngoy[35]
- 2020-2024 :  Alexis Fakih[36]

## Sponsors et équipement

### Sponsor
- 2016 :  Ngokas Trading